# 尼哈特 (密蘇里州)
尼哈特（英語：Nyhart）是位於美國密蘇里州貝茨縣的非建制地區。

## 歷史
尼哈特的郵局於1886年設立，其後於1908年停運。

## 地理
尼哈特所處的海拔為高於海平面235米（即771英呎），而該地所採用的時區為UTC-6，即北美中部時區（CST）。同時該地設有夏令時間，為UTC-6調快一小時，即UTC-5（CDT）。